# Haitianisch-libanesische Beziehungen
Die haitianisch-libanesischen Beziehungen beschreiben das bilaterale Verhältnis zwischen der Republik Haiti einerseits und der Libanesischen Republik andererseits.
Die im Jahr 1804 von Frankreich unabhängig gewordene Republik Haiti und die im Jahr 1943 aus dem von Frankreich verwalteten Völkerbundsmandat souverän gewordene Libanesische Republik unterhalten seit 1959 diplomatische Beziehungen.
Der erste Botschafter des Libanon, Nadim Damskiel, traf im Mai 1959 in Port-au-Prince ein. Er war gleichzeitig in den Vereinigten Staaten und in Kuba akkreditiert. Die große und einflussreiche „arabische Kolonie“ in Haiti feierte das Eintreffen eines amtlichen Vertreters eines ihrer Herkunftsländer in dem Karibikstaat.
Haiti hate zu dieser Zeit einen Konsul in den Libanon entsandt.
Die diplomatischen und konsularischen Auslandsvertretungen im jeweils anderen Land wurden angesichts innenpolitischer Unruhen im Laufe der Jahre geschlossen. Beobachter kommentierten im Jahr 2020, die Haiti und den Libanon verbindenden Aspekte seien Katastrophen, die Notwendigkiet internationaler Hilfe und die Anwesenheit von Unterstützungsmissionen der Vereinten Nationen. Frantz Duval fügte in Le Nouvelliste hinzu: der Libanon und Haiti haben zwei Mängel gemeinsam: Korruption und Straflosigkeit.
Beide Länder sind Mitglied der Internationalen Organisation der Frankophonie (OIF).
Im Jahr 2010 wurde die Zahl der Haitianer libanesischer Abstammung mir rund 12.000 angegeben. Sie sehen sich als ethnische Minderheit. Unverhältnismäßig viele von ihnen sind einflussreich in Wirtschaft und Politik. Nach dem Erdbeben in Haiti 2010 erfolgte Hilfe aus dem Libanon nicht staatlicherseits, sondern auf der Basis privater Initiative libanesischer Geschäfstleute vor Ort.
Die formalisierten Beziehungen zeigten auf staatlicher Ebene weder bei politischen noch wirtschaftlichen oder kulturellen Themen Ansätze bilateraler Zusammenarbeit.